# Le Tour d'écrou (film, 1994)
Pour les articles homonymes, voir Le Tour d'écrou.
Le Tour d’écrou (The Turn of the Screw) est un film britannique réalisé par Rusty Lemorande, sorti en 1994. 
Il est adapté du roman éponyme de Henry James, paru pour la première fois en 1898.

## Synopsis
Dans les années 1960, engagée comme gouvernante de deux enfants vivant dans un étrange manoir nommé Bly, une jeune femme se sent bientôt menacée par ce qu'elle croit être des fantômes.

## Fiche technique
- Titre : Le Tour d’écrou
- Titre original : The Turn of the Screw
- Réalisation : Rusty Lemorande
- Scénario : Rusty Lemorande, d’après Le Tour d'écrou de Henry James
- Production : Staffan Ahrenberg, Jeremy Bolt (en), Anthony Hickox, Nicole Seguin, Pierre Spengler et Michael White
- Musique : Simon Boswell
- Photographie : Witold Stok
- Montage : David Spiers
- Décors : Max Gottlieb
- Costumes : Amy Roberts
- Pays d'origine : Royaume-Uni
- Format : Couleurs - Stéréo
- Genre : fantastique
- Durée : 95 minutes
- Date de sortie : 8 juin 1994 (France)

## Distribution
- Patsy Kensit : Jenny
- Stéphane Audran : Mrs. Grose
- Julian Sands : Mr. Cooper
- Marianne Faithfull : narrateur
- Olivier Debray : Quint
- Bryony Brind : Miss Jessel